# Rue Maubec
Cet article possède un paronyme, voir Rue Malbec (Toulouse).
La rue Maubec est une voie de circulation de la commune de Mont-de-Marsan, dans le département français des Landes.

## Présentation
Cette rue, dont le tracé est parallèle aux remparts de Mont-de-Marsan, remonte aux premières décennies de la cité. Elle conserve encore de nos jours de riches vestiges du passé.

### Situation et accès
Cette artère, parmi les plus anciennes de la ville, est située dans le centre historique de la ville, entre les cours de la Douze au nord et du Midou au sud. Sur son extrémité Est, elle est perpendiculaire à la rue Victor-Hugo et s'oriente en direction du Nord en longeant l'aile occidentale de l'hôtel de préfecture des Landes sur 55 mètres, tourne à angle droit en direction de l'Ouest sur 275 mètres entre le cours de la Douze au Nord, la rue Victor-Hugo et la rue Armand-Dulamon au Sud, et tourne à nouveau à angle droit en direction du Sud pour finir en ruelle piétonne de 45 mètres jusqu'à la rue Armand Dulamon qui lui est perpendiculaire. Elle longe par le Sud les anciennes écuries de la gendarmerie de Mont-de-Marsan, au carrefour avec la rue du 8-Mai-1945.
Elle conserve toujours des traces de ses origines médiévales.

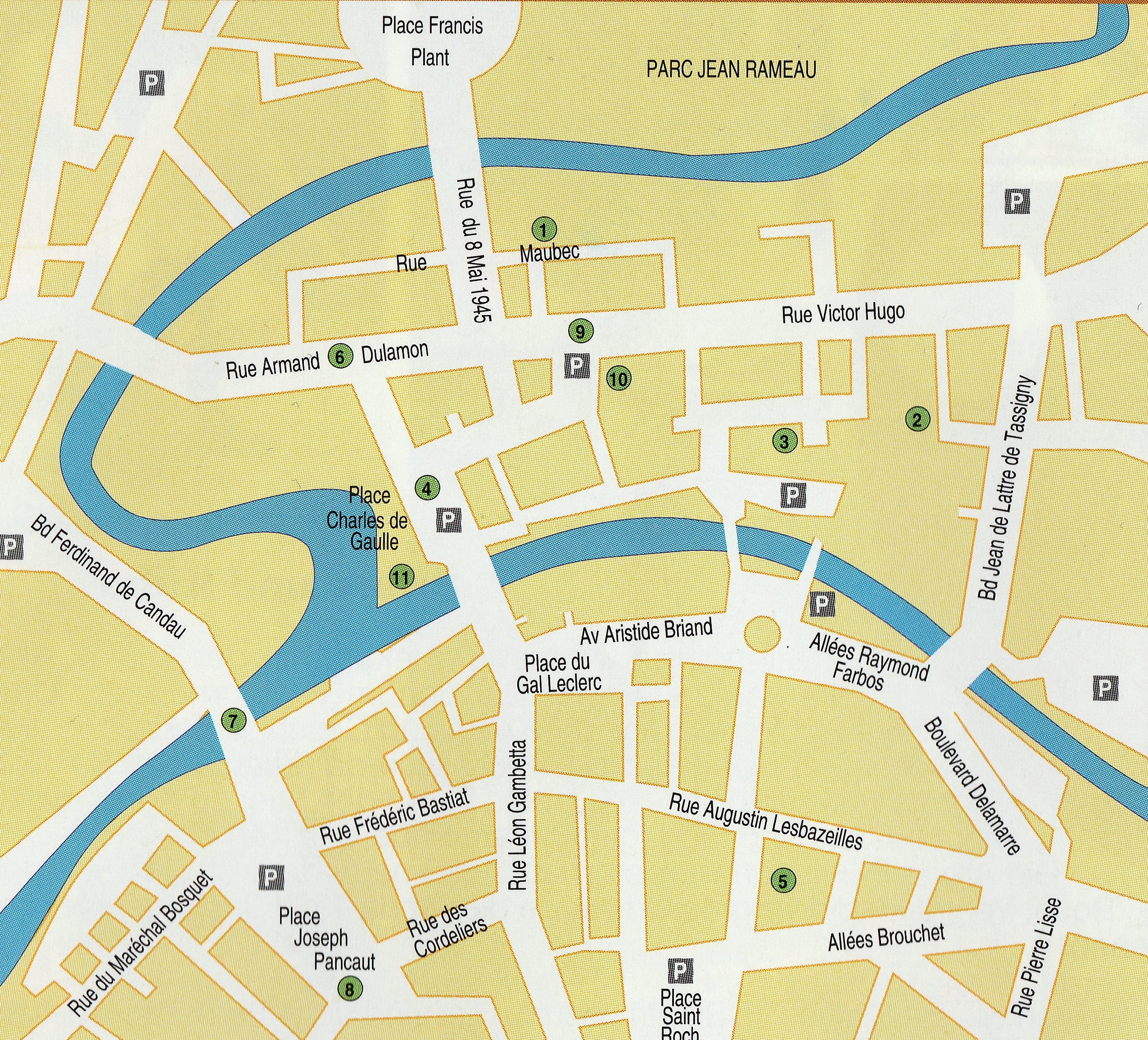
Situation de la rue Maubec

### Origine du nom
Le nom Maubec (parfois orthographié Maubecq) provient du vieux français mal bec, c'est-à-dire « mauvaise langue » ou « médisance », sans doute le signe que les commérages y allaient bon train. Il n'a guère évolué depuis au moins le XVIIe siècle.

## Historique

### Moyen Age
Son tracé, parallèle au cours de la Douze, s'inscrit au Moyen Age dans le Bourg Neuf (Borg Nau en gascon), nom donné à une extension du bourg castral fondé par Pierre de Marsan, au-delà de son périmètre primitif (dit le bourg Vieux, centré sur le château vicomtal).
Les maisons fortes construites dans la deuxième moitié du XIIe siècle en pierres coquillières côté Nord de la rue sont à l'origine à l'extérieur des premiers remparts. Leur caractère défensif permet à leurs habitants de se protéger des pillards. Elles sont insérées dans le bourg castral au moment de la première extension des remparts et sont sans doute associées du système défensif de la cité côté Douze. Concernant l'habitat, la régularité des lots permet d'émettre l'hypothèse qu'il s'agit à l'origine d'une opération de lotissement voulue par le vicomte.
Avant la construction de l'hôtel de la préfecture, débuté fin décembre 1810, la rue Maubec se prolongeait à l'est sur le tracé de l'actuelle impasse Montrevel. Elle se terminait par le château de Nolibos, édifié au XIVe siècle et démoli au XVIIIe siècle.

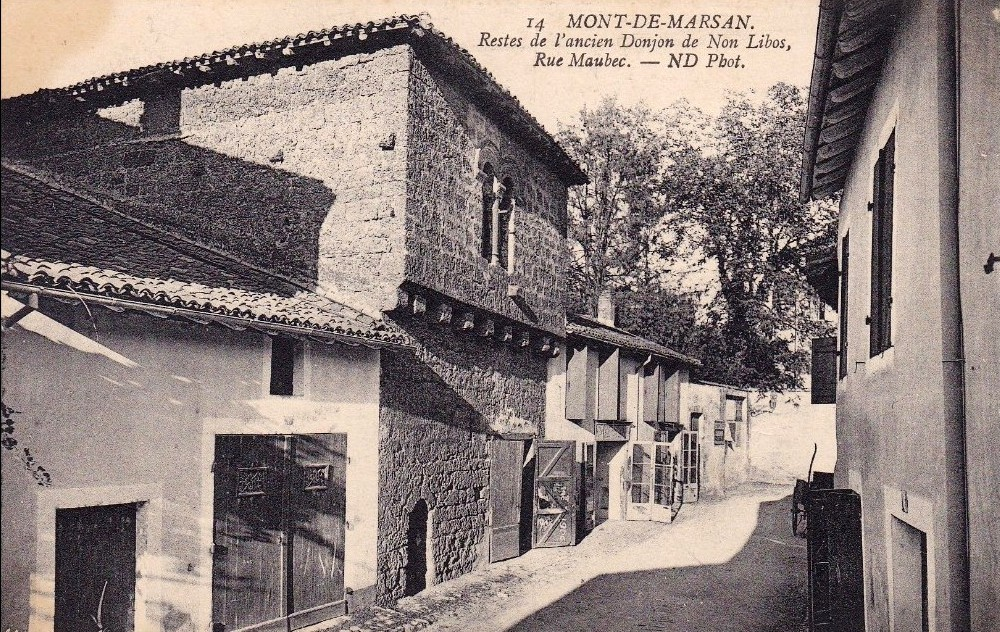
Ancienne carte postale. La légende fait une confusion entre la maison romane du 6 rue Maubec et le château de Nolibos (appelé « donjon de Non Libos »), entièrement détruit au XVIIIe siècle, et qui se situait à 150 mètres plus à l'Est

### XVIIesiècle
La rue longeait par le Nord le couvent des Ursulines, construit en 1638, et le deuxième couvent des Clarisses, construit en 1691. Ces deux établissements religieux ont depuis été entièrement détruits.

### DuXIXesiècleà nous jours
Au tout début du XIXe siècle, l'ingénieur urbaniste David-François Panay crée une voie nouvelle (la rue Sainte-Ursule, devenue plus tard la rue Duplantier, de nos jours la rue du 8 mai 1945), qui coupe la rue Maubec en deux. On parle alors de la Grande rue Maubec à l'Est et de la Petite rue Maubec à l'Ouest. Cette dernière se termine en ruelle qui a gardé son caractère médiéval : un passage couvert à colombage permet notamment de passer d'une maison à l'autre par-dessus la chaussée. Trop étroite, elle ne pouvait être empruntée par des attelages d'antan ni par les voitures de nos jours.

## Bâtiments remarquables et lieux de mémoire
- Maison Daraignez, dont la façade nord est située au n°5 rue Maubec, présente une architecture médiévale avec ouvertures à ogives[7]. La façade sud de cette maison donne sur la rue Victor-Hugo, au n°28. Le 19 avril 1789, son propriétaire, le cordonnier Jean Saint-Orens, la vend au prêtre François Arthaud. Celui-ci rédige son testament le 21 octobre 1793 en période de la Terreur et « recommande soin âme à Dieu ». Le 6 nivôse an II (26 décembre 1793), ses héritiers vendent la maison (sise « grand rue ») pour 8500 livres à Jean Labeyrie aîné. Elle reste dans la même famille jusqu'à la fin du XIXe siècle avant de devenir la propriété du docteur Daraignez[8]. Elle est ornée d'une fenêtre géminée du XIIIe siècle. Une passerelle édifiée en 1987 enjambe la rue et relie le premier étage de la préfecture à la maison Daraignez[1].

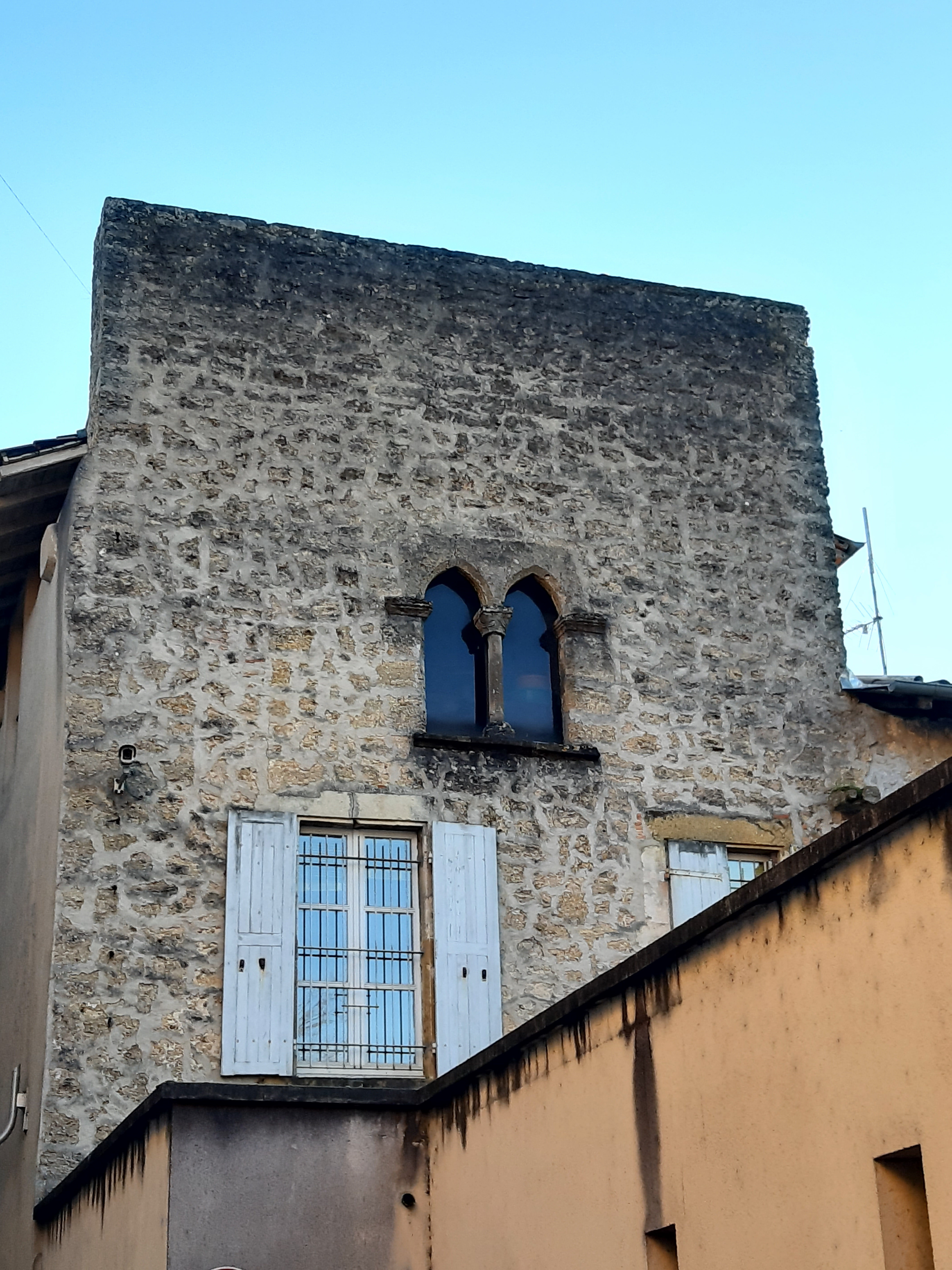
N°5 : façade nord et fenêtres géminée de la maison Daraignez.

- Deux maisons romanes protégées par les monuments historiques sont situées à cette adresse, une au n°6, l'autre au n°24 bis[3] :
  - au n°6, une remarquable maison romane fortifiée dont la façade possède un double mur de 90 cm chacun d'épaisseur et distants d'environ 2 mètres[1],
  - au n° 24 bis, une autre maison romane dont les murs intérieurs sont ornés, entre les XIVe et XVe siècles, de peintures murales gothiques à caractère civil et héraldique, de nos jours quasi invisibles[1].

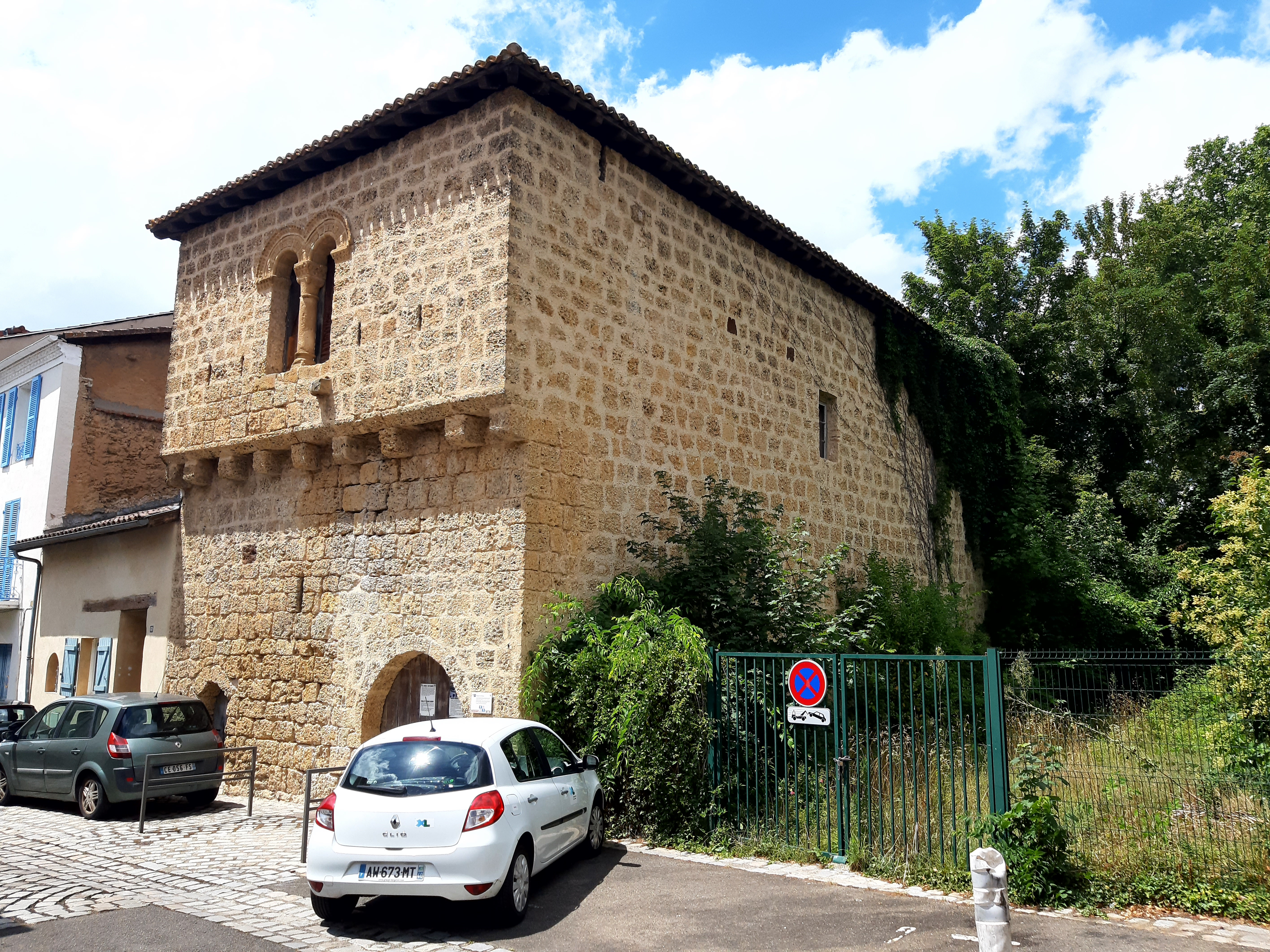
N°6 : maison forte du XIIe siècle inscrite aux Monuments historiques par arrêté du 3 octobre 1929[5].
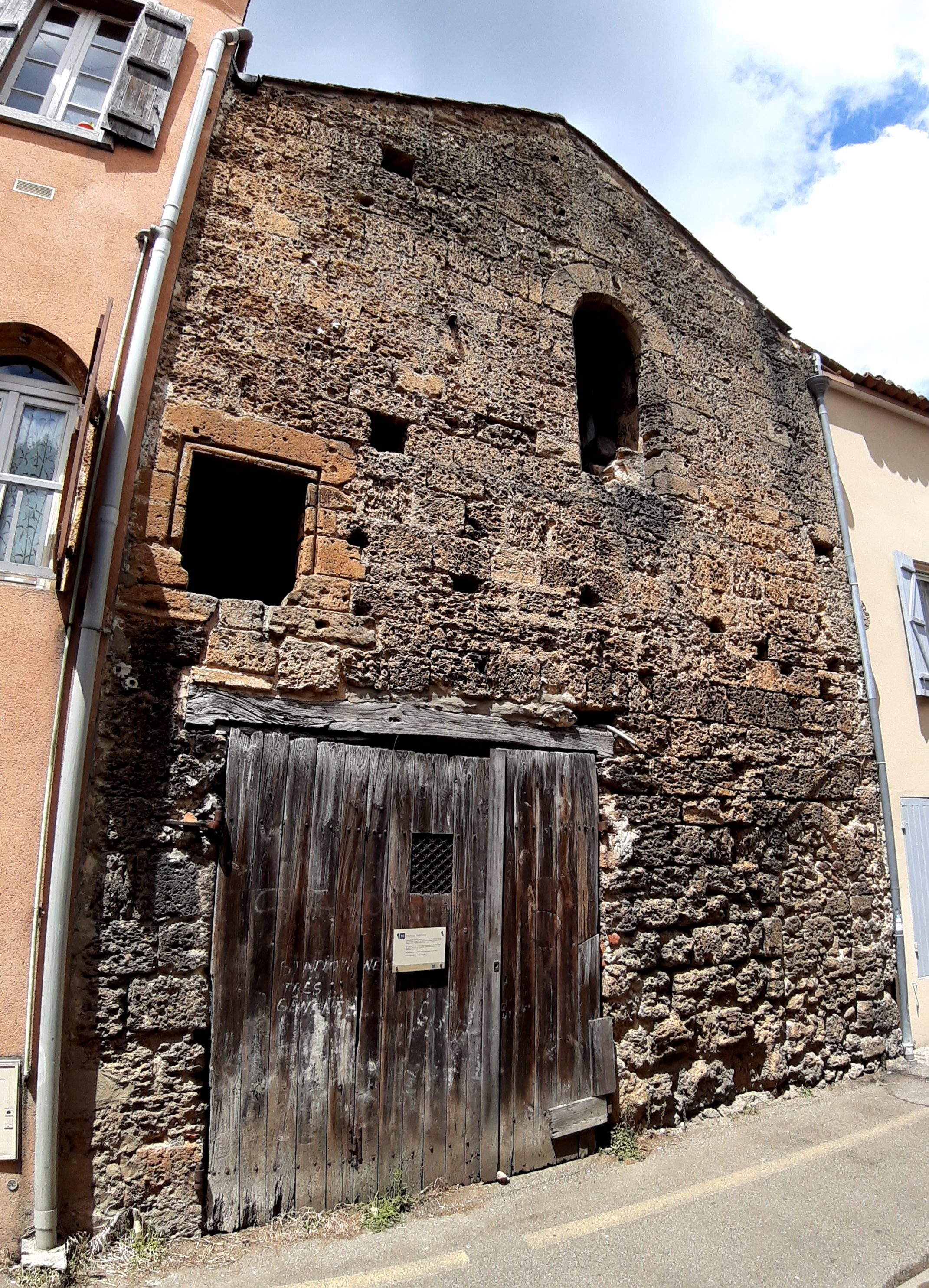
N°24 bis : les décors intérieurs de cette maison sont classés au titre des monuments historiques par décret du 3 décembre 1984

- Anciennes écuries de la gendarmerie de Mont-de-Marsan, au 4 rue du 8-Mai-1945, au carrefour avec la rue Maubec
- Au n°14 ter se situe une construction de style Art déco datant de la première moitié du XXe siècle, conçue par l'architecte Léon Léglise et habitée ensuite par l'architecte Franck Bonnefous[1], [n 4].

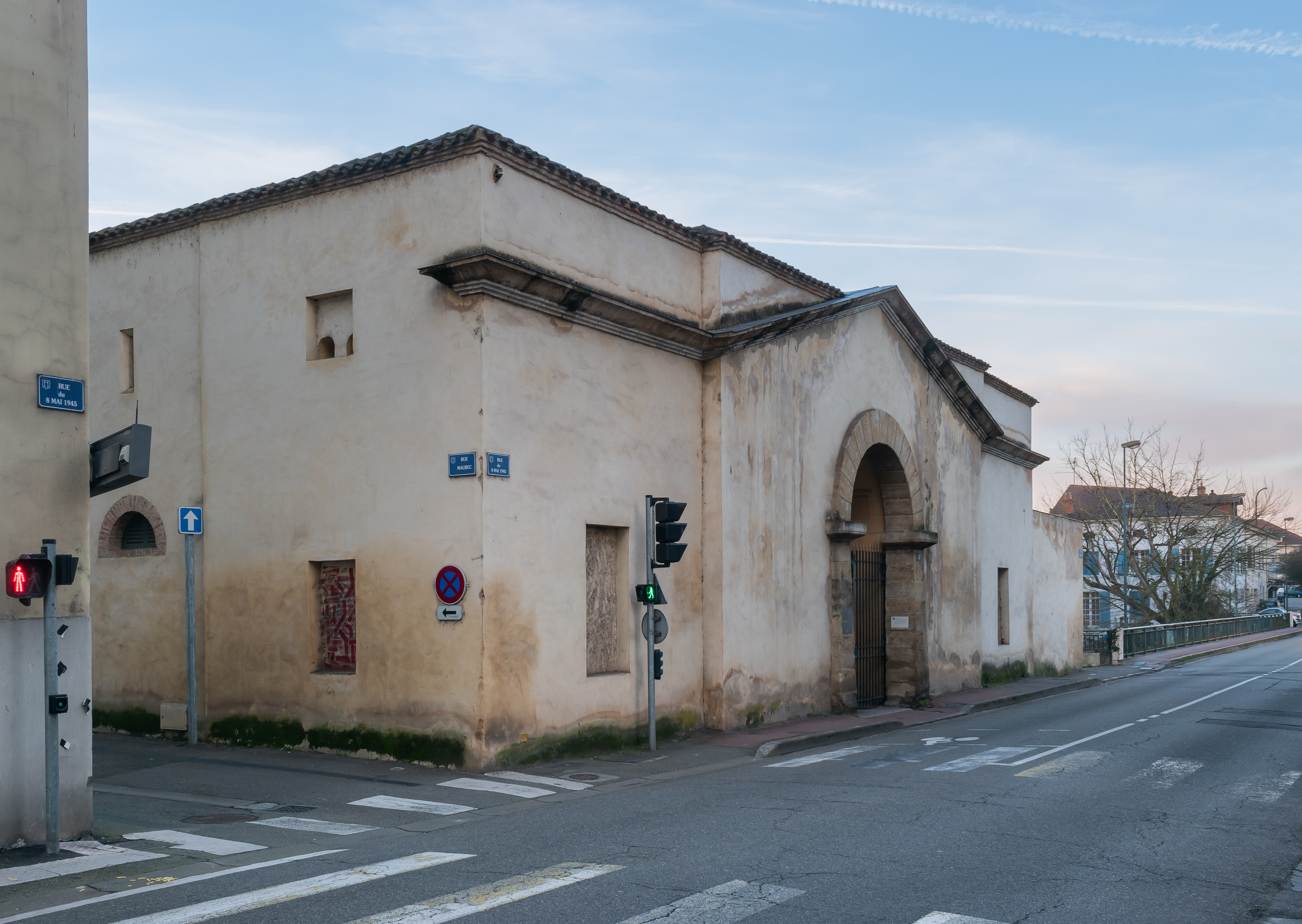
Anciennes écuries de la gendarmerie, au carrefour entre la rue Maubec et la rue du 8-Mai-1944 prolongée par le pont du Lycée.
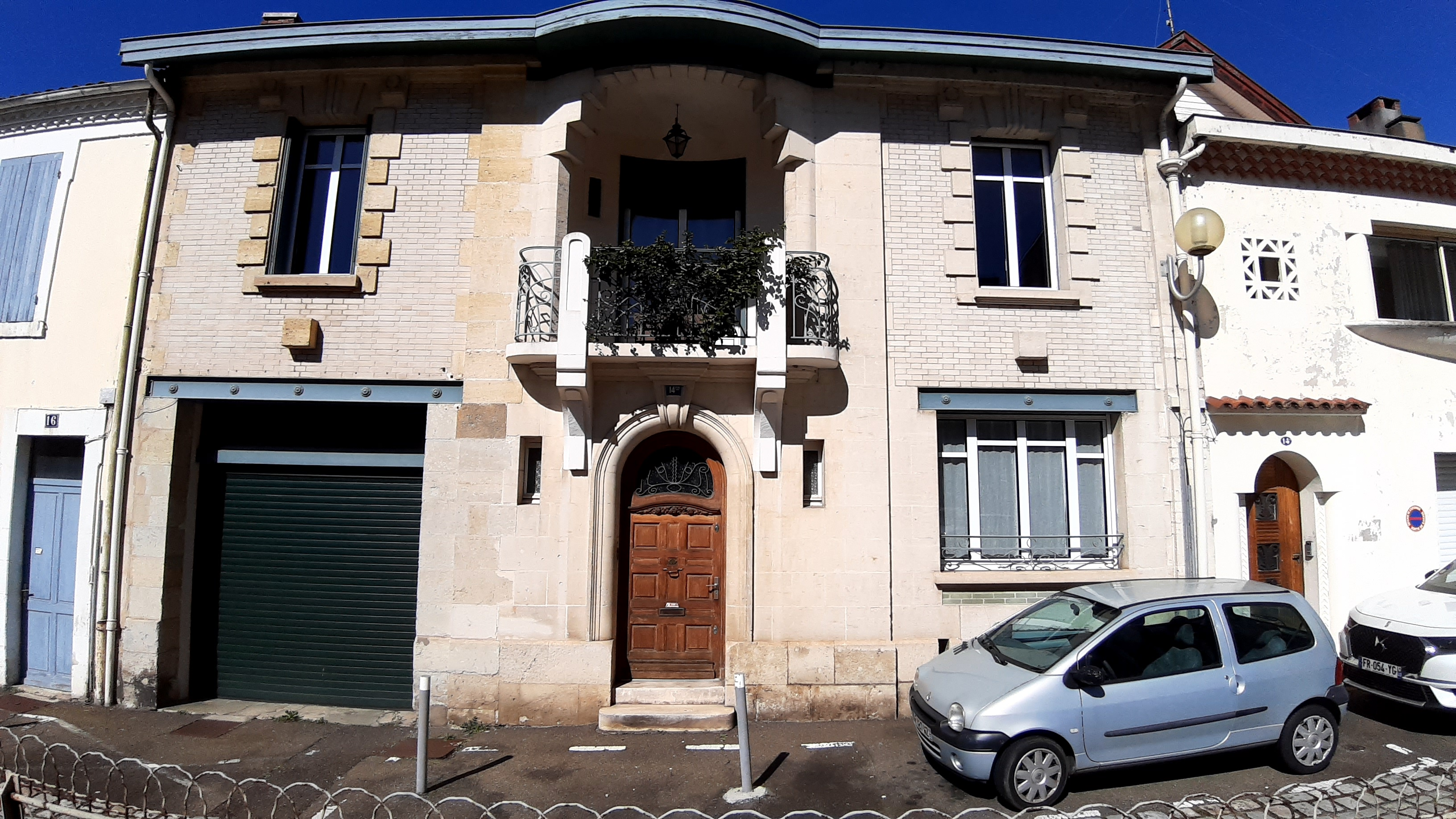
Maison Art déco au n°14.

- Au sous-sol du n°18 se situe une glacière de forme ovoïde, figurant sur le plan de l'Atlas historique de Mont-de- Marras dressé par Jean Bernard Marquette en 1982[1]. Construite en 1738, elle fournit en glace les habitants de la ville les plus aisés. Le cadastre de 1811 la situe à l'arrière du palais de justice d'alors[10].

- Au n°30, l'emplacement de l'ancienne école Saint-Joseph est aujourd'hui occupé par le siège du club l'Étoile Sportive Montoise, possédant de superbes salles voûtées[1].
- À l'extrémité ouest, la ruelle au caractère moyenâgeux est traversée par un pontet, passage couvert en torchis et poutres de bois, identique à ceux de la rue des Arceaux, permettant de faire communiquer le premier étage des deux maisons riveraines[1].
- Au n°10 se situent les anciens locaux de la congrégation des sœurs dominicaines, installées en ces lieux en 1875, repris en 2001 par le Tribunal de Grande Instance, l'actuel tribunal judiciaire[1].
- La  démolition en 2000 des bâtiments situés au n° 28 ter (ancien cinéma Étoile) et n° 310 (ancienne école Saint-Joseph) permet l'aménagement de la partie nord du parking Dulamon[1].